# Баганалы (казахский род)
Баганалы (каз. бағаналы, от каз. бақан — «столб, шест») — один из казахских родов Среднего жуза племени найманов; у каракалпаков называется баканлы.
Основной регион расселения представителей рода Баганалы в Казахстане — Улытауская область.
Уран (каз. ұран), боевой клич - Баянбай.
Тамга (каз. тамға), родовой знак - Y (бақан, столб).
Род Бағаналы племени Найман подразделяется на жұртшы,сарғалдақ,бабас, қоқан, жәлмен, ақтаз, жылкелді.

## Известные представители рода Бағаналы племени Найман
- Китбука — монгольский военачальник, государственный деятель, полководец.
- Баянбай-батыр — один из военачальников XVIII века, служивший у Абылай-хана.
- Толек батыр Утепулы — казахский батыр, военачальник, сражавшийся против джунгарского нашествия, живший в конце XVII – первой половине XVIII века.
- Жанкиси Басыбайулы — казахский акын, бий.
- Кожабай Токсанбайулы — казахский акын.
- Болман Кожабаевич Кожабаев — казахский российско-советский поэт, акын.
- Камал Сейтжанович Смаилов — советский и казахский государственный и общественный деятель, писатель— публицист, журналист, киновед, педагог.
- Мухамеджан Кожаспаевич Каратаев — литературовед, критик, академик АН КазССР. Главный редактор Казахской советской энциклопедии.
- Баубек Булкишев — казахский советский писатель.
- Марат Турдыбекович Оспанов — политический деятель, первый Председатель Мажилиса Парламента Республики Казахстан.
- Мухтар Капашевич Алтынбаев — государственный и военный деятель Республики Казахстан, Народный герой (2006), генерал армии (7.05.2002).
- Жумамади Ибадилдинович Ибадилдин — советский и казахстанский государственный деятель. Аким города Жезказган с 1995 по 2005 год.
- Маргулан Калиевич Сейсембаев — казахстанский инвестор, общественный деятель и бизнесмен. Меценат, филантроп.
- Нуржан Болатбекович Керменбаев (известен также под псевдонимом Капкарашка) - казахстанский поп-певец и автор песен.
- Сабыр Шаймерденович Арыстанбаев (заслуженный инженер-гидротехник Казахстана. Известен тем, что во второй половине XX века внес значительный вклад в создание инженерных систем орошаемых земель и строительство гидротехнических сооружений)

## Интересные сведения
Село с таким же названием.
На территории Костанайской области в Аулиекольском районе имеется село Баганалы (каз. Бағаналы). Входит в состав Казанбасского сельского округа. Находится в Аманкарагайском сосновом бору примерно в 34 км к западу от районного центра, села Аулиеколь.
Поэма "Козы Корпеш и Баян Сулу". 
По некоторым сведениям персонажи старинной казахской легенды о трагической любви Козы Корпеш и Баян Сулу относились к найманским родам Баганалы и Балталы.
Знаменитая битва.
3 сентября 1260 года состоялась битва при Айн-Джалуте — сражение между войском египетских мамлюков под командованием султана Кутуза и эмира Бейбарса (кыпчак) и монгольским корпусом из армии Хулагу под командованием Китбука-нойона (найман-баганалы).
Последнее ханство.
Книга «Британец Карсакбай» Мухтара Сейтжанова рассказывает об истории становления и развития медеплавильного дела в Жезказганском регионе Республики Казахстан.
...25 июня 1916 года вышел указ царя Николая ІІ о реквизиции инородцев Средней Азии и Казахстана «для работ по устройству оборонительных сооружений и военных сообщений в районе действующей армии»...
...Против указа царя по всей территории Казахстана и Средней Азии вспыхнуло национально-освободительное движение. В Дулыгалинской мечети собралась многочисленная армия повстанцев во главе с Амангельды Имановым и Абдулгапаром Жанбосынулы и образовался крупный Торгайский очаг восстания. В августе того же года в Улытау было образовано Баганалинское ханство, которое объединило 11 волостей и преследовало цель поддержки антиколониальной борьбы...
Баганалинское ханство – один из центров национально-освободительного движения 1916 года. Образовано в августе с целью противодействия мобилизации казахов на тыловые работы, проведения антиколониальной борьбы и обретения самостоятельности от царской колониальной администрации. В состав ханства вошли 11 баганалинских волостей, численностью населения в 40 тысяч человек. Ханом был избран Хасен Каскабайулы Сандыбаев. Главным улемом стал Ахмет ишан Оразайулы. При хане был образован Верховный совет. Осенью 1917 года прошел II съезд баганалинцев, где был принят Устав Баганалинского ханства. После поражения белогвардейцев, в декабре 1919 года представитель Советского правительства Сабыр Шарипов объявил о роспуске Баганалинского ханства и образования на его месте Баганалинского района, который просуществовал до осени 1922 года.
Из одной статьи Каныша Сатпаева
Прибыв в Карсакпай с целью изучения Большого Жезказгана, будущий академик уделял своё время и изучению истории и этнографии Улытауского края. В одной из статей он пишет: «Население района полностью состоит из найманских родов Балталы и Баганалы. Баганалинцы состоят из трёх родов – Сары-саргалдак, Кожас и Актаз. Непосредственно баганалинцами является только род Сары-саргалдак, а Кожас и Актаз – это рода, ассимилированные в баганалинскую среду». И здесь же он пишет о том, что по народному генеалогическому преданию предки рода Кожас являются прямыми потомками Орда Ежена, которого называют сыном Шынгыс хана. Это объясняет причину того, почему Болган хатун осталась в истории как Болган ана, то есть мать всех представителей баганалинского рода Кожас.